# Исаев, Илья Александрович
Илья́ Алекса́ндрович Иса́ев (род. 18 апреля 1977, Таллин, СССР) — российский актёр театра, кино и дубляжа. Заслуженный артист России (2018).

## Биография
После школы закончил строительно-механический техникум по специальности «электрик». Когда пошёл в техникум, начал заниматься в театральной студии при Таллинском Русском драматическом театре под руководством Эдуарда Томана и Василия Бездушного.
В 1996 году переехал в Москву. В 2000 году окончил Театральное училище им. Щепкина.
С 2000 по 2020 год служил в Российском академическом молодёжном театре. Автор музыки к спектаклю «Платонов. III акт».
В дубляж Илью привела его подруга и коллега Рамиля Искандер.
В 2015—2018 годах являлся голосом персонажа Красного из рекламных роликов M&M's.

## Личная жизнь
С 18 июля 2019 года женат на Яне (бывшем администраторе РАМТ).

## Награды
- Лауреат премии «Звезда театрала» в номинации «Лучшая роль второго плана» (2012).
- Лауреат Международной премии Станиславского «За высокие достижения в актёрском искусстве» (2016)[5].
- Заслуженный артист России (2018)[1].

## Роли в театре

### Текущий репертуар

#### Театр наций
- 2019 — «Иранская конференция» И. Вырыпаева. Режиссёр: Виктор Рыжаков — Оливер Ларсен[6]
- 2021 — «Зимние заметки о летних впечатлениях» Ф. Достоевского. Режиссёр: Елена Невежина — Он[7]

### Архивные спектакли

#### Театр «Мено Фортас»
- «Вишнёвый сад» А. П. Чехова. Режиссёр: Э. Някрошюс — Епиходов

#### РАМТ
- 2001 — «Стеклянный зверинец» Т. Уильямса. Режиссёр: Огарёв Александр — молодой человек (Джим)
- 2002 — «Лоренцаччо» Альфреда Де Мюссе. Режиссёр: Алексей Бородин — Алессандро Медичи
- 2002 — «Эраст Фандорин» Б. Акунина. Режиссёр: Алексей Бородин — граф Зуров
- 2004 — «Вишнёвый сад» А. П. Чехова. Режиссёр: Алексей Бородин — Лопахин (Приз фестиваля «Радуга» в номинации «Лучшая роль второго плана»)
- 2004 — «Идиот» Ф. М. Достоевского. Режиссёр: Р. Обадиа — Фердыщенко, поручик Келлер
- 2005 — «Инь и Ян» Б. Акунина. Режиссёр: А. Бородин — Аркаша
- 2006 — «Самоубийца» Н. Эрдмана. Режиссёр: Вениамин Смехов — Калабушкин
- 2007 — «Берег утопии» Т. Стоппарда. 1 часть. Путешествие. Режиссёр: Алексей Бородин — Александр Герцен (Театральная премия газеты «Московский комсомолец» в номинации «Полумэтры», Премия города Москвы в области литературы и искусства в номинации «Произведение для детей и юношества»)
- «Берег утопии». 2 часть. Кораблекрушение. Режиссёр: Алексей Бородин — Александр Герцен
- «Берег утопии». 3 часть. Выброшенные на берег. Режиссёр: Алексей Бородин — Александр Герцен
- 2008 — «Платонов. III акт» Чехова. Режиссёр: Александр Доронин — Платонов
- 2008 — «Роман с кокаином» М. Агеева. Режиссёр: Олег Рыбкин — Буркевиц (Приз театрального фестиваля «Радуга»)
- 2009 — «Приглашение на казнь» В. Набокова. Режиссёр: Павел Сафонов — Родион, адвокат
- 2010 — «Алые паруса» А. Грина. Режиссёр: Алексей Бородин — Лонгрен
- 2010 — «Ничья длится мгновение» И. Мераса. Режиссёр: Миндаугас Карбаускис — Авраам Липман (Номинация на «Золотую Маску» — лучшая мужская роль)
- 2010 — «Чехов-GALA» А. П. Чехова. Режиссёр: Алексей Бородин — Смирнов («Медведь»)
- 2011 — «Будденброки» Т. Манна. Режиссёр: Миндаугас Карбаускис — Томас Будденброк
- 2011 — «Rock’n’roll» Т. Стоппарда. Режиссёр: Адольф Шапиро — Макс
- 2014 — «Нюрнберг» Эбби Манн. Режиссёр: Алексей Бородин — Яннинг
- 2016 — «Демократия» М. Фрейна. Режиссёр: Алексей Бородин — Вилли Брандт
- 2018 — «Последние дни» М. А. Булгакова. Режиссёр: Алексей Бородин — Жуковский, Василий Голицын
- 2019 — «Проблема» Тома Стоппарда. Режиссёр: Алексей Бородин — Джерри Крол

#### Студенческие и антрепризные проекты
- «Зойкина квартира» М. Булгакова
- «Точка чести»
- «Сны Родиона Романовича». Режиссёр: П. Сафонов — Родион Романович
- 2002 — «Рикошет»[8] по пьесе Э. Тейлора «Убийство по ошибке» — Пол Риггс («Независимый театральный проект»)
- 2002 — «Трактирщица»[9] по пьесе К. Гольдони Граф («Независимый театральный проект»)
- 2005 — «Жестокие танцы»[10] Танцевальный марафон по мотивам романа Хораса Маккоя «Загнанных лошадей пристреливают, не правда ли?» — Лейтенант («Независимый театральный проект»)
- «Мастер и Маргарита». Режиссёр: С. Алдонин — Мастер, Бегемот (Театр им. К. С. Станиславского)

## Фильмография
- 1999 — «Простые истины»
- 2000 — «Маросейка, 12» — охранник (фильм № 4 «Сын»)
- 2006 — «Всё смешалось в доме…» — Владимир Владимирович Лягин
- 2006 — «Андерсен. Жизнь без любви»
- 2007 — «Слуга государев»
- 2007 — «Глянец» (режиссёр Андрей Кончаловский) — Витёк
- 2009 — «М+Ж»
- 2009 — «Кармелита. Цыганская страсть» — Валёк
- 2010 — «Мечты женщин о далёких странах» (телесериал) — Илья
- 2011 — «Записки экспедитора Тайной канцелярии 2» — Хромов (1-я серия)
- 2011 — «Фурцева. Легенда о Екатерине» (телесериал) — Первый секретарь ЦК ВЛКСМ Александр Васильевич Косарев
- 2012 — «Опережая выстрел» — Бухаров, опер
- 2012 — «Влюблённые в Киев» — Пётр
- 2012 — «Право на правду» — Игорь Глебович Аржановский
- 2012 — «Подстава» — майор Николай Сазонов
- 2013 — «Майор» — старший лейтенант ГИБДД Анатолий Меркулов
- 2013 — «Роковое наследство» — Борис Киров
- 2013 — «Чужой среди своих» — Паук
- 2013 — Операция «Кукловод» — Толя Остапчук
- 2013 — «Склифосовский. 3 сезон» — Руслан Сергеевич Бобров, отставной полицейский
- 2013 — «Станица» — Вячеслав Воронков, журналист
- 2014 — «Тайный город» — Шустов
- 2014 — «Кровь с молоком» — следователь Анатолий Компасов
- 2014 — «Дурак» — Сафронов
- 2014 — «Отмена всех ограничений» — Илья Поршнев
- 2014 — «Семья маньяка Беляева» — следователь Аверьянов
- 2015 — «Людмила Гурченко» — В. С. Ордынский, режиссёр
- 2015 — «Другой майор Соколов» — старший лейтенант полиции Юрий Беляев, инспектор по вооружению
- 2015 — «Джуна» — Михаил Штепура, частный детектив
- 2015 — «На глубине» — Чеснов
- 2015 — «Родина» — Игорь Сергеевич Багмет, директор контртеррористического центра
- 2015 — «Метод» — Валерий, охранник
- 2017 — «Пропавший без вести. Второе дыхание» — Тимур, хозяин ювелирного магазина
- 2017 — «Так поступает женщина» — Василий Ерохин, муж Ани
- 2019 — «Свадьбы и разводы» — Валитов
- 2019 — «Отчаянные» — Олег Анатольевич Самсонов, майор убойного отдела полиции
- 2021 — «Коса» — Валерий Павлович Зотов
- 2022 — «Тайфун» — Галицкий, полковник ФСБ

## Озвучивание

### Телепередачи
- Первый канал: озвучивает документально-исторический цикл «Страна Советов. Забытые вожди».

### Мультфильмы
- 2013 — «Эпик» — Ронин
- 2020 — «Тайны Медовой долины» — Медведь Юджин, врач и отец Медвежонка Фил
- 2021 — «Вселенная Хакинга» — Глыба
- 2024 — «Невский» — Невский

## Дубляж и закадровое озвучивание

### Майкл Фассбендер
- 2011 — «Люди Икс: Первый класс» — Эрик Леншерр / Магнето[3]
- 2012 — «Нокаут» — Пол
- 2012 — «Прометей» — андроид Дэвид[3]
- 2013 — «Советник» — советник
- 2013 — «12 лет рабства» — Эдвин Эппс
- 2014 — «Люди Икс: Дни минувшего будущего» — Эрик Леншерр / Магнето[3]
- 2015 — «Стив Джобс» — Стив Джобс[3]
- 2016 — «Строго на запад» — Сайлас Селлек
- 2016 — «Люди Икс: Апокалипсис» — Эрик Леншерр[3]
- 2016 — «Свет в океане» — Том Шербурн
- 2016 — «Кредо убийцы» — Каллум Линч / Агилар де Нерха[3]
- 2017 — «Чужой: Завет» — андроид Дэвид / Уолтер[3]
- 2017 — «Снеговик» — Харри Холе
- 2019 — «Люди Икс: Тёмный Феникс» — Эрик Леншерр

### Том Харди
- 2012 — «Тёмный рыцарь: Возрождение легенды» — Бейн[3]
- 2012 — «Самый пьяный округ в мире» — Форрест Бондюрант[3]
- 2013 — «Лок» — Айвен Лок
- 2014 — «Номер 44» — Лев Демидов[3]
- 2015 — «Безумный Макс: Дорога ярости» — Макс Рокатански
- 2015 — «Легенда» — Рональд и Реджинальд Крэй[3]
- 2015 — «Выживший» — Джон Фицджеральд
- 2017 — «Дюнкерк» — пилот Фэрриер
- 2017 — Табу — Джеймс Казайя Делейни (закадровый перевод NewStudio)
- 2018 — «Веном» — Эдди Брок / Веном[3]
- 2019 — «Острые козырьки» — Альфи Соломонс (с 5 сезона)
- 2020 — «Капоне. Лицо со шрамом» — Аль Капоне
- 2021 — «Веном 2» — Эдди Брок / Веном
- 2021 — «Человек-паук: Нет пути домой» — Эдди Брок / Веном

### Джереми Реннер
- 2012 — «Мстители» — Клинт Бартон / Соколиный глаз
- 2012 — «Эволюция Борна» — Кеннет Джеймс / Аарон Кросс
- 2013 — «Охотники на ведьм» — Гензель
- 2015 — «Мстители: Эра Альтрона» — Клинт Бартон / Соколиный глаз
- 2016 — «Первый мститель: Противостояние» — Клинт Бартон / Соколиный глаз
- 2016 — «Прибытие» — Йэн Доннелли
- 2017 — «Ветреная река» — Кори Ламберт
- 2019 — «Мстители: Финал» — Клинт Бартон / Соколиный глаз
- 2021 — «Чёрная вдова» — Клинт Бартон / Соколиный глаз (голос)
- 2021 — «Соколиный глаз» — Клинт Бартон / Соколиный глаз (закадровое озвучивание HDRezka Studio)[11]

### Бенедикт Камбербэтч
- 2013 — «Стартрек: Возмездие» — Хан[3]
- 2013 — «Август» — «Малыш Чарли» Эйкен[3]
- 2014 — «Игра в имитацию» — Алан Тьюринг[3]
- 2018 — «Маугли» — Шер-Хан
- 2018 — «Гринч» (мультфильм) — Гринч[12]
- 2019 — «1917» — полковник Маккензи
- 2020 — «Игры шпионов» — Гревилл Винн
- 2021 — «Мавританец» — полковник Стюарт Коуч
- 2021 — «Власть пса» — Фил Бербэнк

### Другие фильмы и мультфильмы
- 1991 — «Терминатор 2: Судный день» — Майлз Беннет Дайсон
- 1993 — «Парк юрского периода» — доктор Иэн Малкольм
- 2008 — «Тёмный рыцарь» — криминальный босс Гэмбол
- 2008 — «Дорога перемен» — Шеп Кэмпбелл
- 2008 — «Совокупность лжи» — Омар Садики
- 2008 — «Рок-н-ролльщик» — Танк
- 2009 — «Правдивая история кота в сапогах»
- 2009 — «Люблю тебя, чувак» — Барри
- 2009 — «Звездный путь»
- 2009 — «Опасные пассажиры поезда 123» — лейтенант Стэйли
- 2009 — «Четвёртый вид» — Томми Фишер
- 2009 — «2012» — Саша
- 2009 — «Белая мгла» — русский пилот
- 2009 — «Миссия Дарвина» — Бен
- 2010 — «Киллеры» — Генри
- 2010 — «Впритык» — Лонни
- 2010 — «Лузеры» — Рокки
- 2010 — «Битва титанов» — Драко
- 2010 — «Потрошители» — Рэй
- 2010 — «День Святого Валентина» — Шон Джексон
- 2010 — «Легион» — Говард Андерсон
- 2010 — «Мегамозг» — Мегамозг[3]
- 2010 — «Неуправляемый» — Уилл Колсон
- 2010 — «Любовь и другие лекарства» — Джош Рэнделл
- 2010 — «Путешествия Гулливера» — Лемюэль Гулливер
- 2011 — «Притворись моей женой» — Ян
- 2011 — «Безбрачная неделя» — Hog-Head
- 2011 — «Супер 8» — Луис Дэйнард
- 2011 — «Очень плохая училка» — Кёрк
- 2011 — «Монте-Карло» — Райли
- 2011 — «Красная Шапочка» — Сезар
- 2011 — «Первый мститель» — Родер
- 2011 — «Дети шпионов 4D» — Хранитель времени/Тик-так/Дангер Д’Амо
- 2011 — «Челюсти 3D» — шериф Сабин
- 2011 — «Мегамозг: Кнопка смерти» — Мегамозг[3]
- 2011 — «Профессионал» — Дэвис
- 2011 — «1+1» — Дрисс[3]
- 2011 — «Приключения Тинтина: Тайна «Единорога»» — лейтенант Делькур
- 2011 — «Неприкасаемые» — Макс Бруно
- 2012 — «Одержимая» — Дэвид
- 2012 — «Все любят китов» — полковник Скотт Бойер
- 2012 — «Джунгли зовут! В поисках Марсупилами» — Эрмозо
- 2012 — «Президент Линкольн: Охотник на вампиров» — Генри Стёрджес
- 2012 — «Судья Дредд 3D» — Судья Лекс
- 2012 — «Анна Каренина» — Стива Облонский
- 2012 — «Паранормальное явление 4» — Даг
- 2012 — «Астерикс и Обеликс в Британии»
- 2012 — «Цель номер один» — Дэн
- 2012 — «Толстяк на ринге» — Джо Роган
- 2013 — «Паркер» — Меландер
- 2013 — «Эпик» — Ронин
- 2013 — «Человек из стали» — Генерал Зод
- 2013 — «Муви 43» — Брайан
- 2013 — «Великий мастер»
- 2013 — «Кадры» — Ренди
- 2013 — «Джобс: Империя соблазна» — Род Холт
- 2013 — «Возвращение героя» — Джерри Бейли
- 2013 — «Мама» — Лукас / Джеффри
- 2013 — «Охотники на гангстеров» — Джек Уэйлен
- 2013 — «Гостья» — Секер Рид
- 2013 — «Обливион» — Сайкс
- 2013 — «Транс» — Фрэнк
- 2013 — «Судная ночь» — Незнакомец
- 2013 — «Конец света 2013: Апокалипсис по-голливудски» — Дэнни Макбрайд
- 2013 — «Штурм Белого дома» — Эмиль Стенц
- 2013 — «Тихоокеанский рубеж» — Чак Хэнсен
- 2013 — «Ромео и Джульетта» — Синьор Монтекки
- 2013 — «Пипец 2» — Хавьер
- 2013 — «Бойфренд из будущего» — Гарри
- 2013 — «Копы в юбках» — ЛеСаире
- 2013 — «Армагеддец» — полицейский
- 2013 — «Мачете убивает» — Эль Камалеон 1/Эль Камалеон 4
- 2013 — «Капитан Филлипс» — капитан Фрэнк Костеллано
- 2013 — «Индюки: Назад в будущее» — Рейнджер
- 2013 — «47 ронинов» — Оиси Кураносукэ
- 2013 — «Выживут только любовники» — Адам
- 2013 — «Враг» — Гард
- 2013 — «Анжелика, маркиза ангелов» — Филипп де Плесси-Белльер
- 2013 — «Чёрные кошки» — голос за кадром
- 2013 — «Любовь по рецепту и без» — Даг Варни
- 2013 — «Я, Франкенштейн» — Гидеон
- 2013 — «Хроники ломбарда» — Стэнли / Бен
- 2014 — «Робокоп» — генерал Мур
- 2014 — «Охотники за сокровищами» — Жан Клод Клермона
- 2014 — «Приключения мистера Пибоди и Шермана» — Пол Питерсон
- 2014 — «Рио 2» — Тулио
- 2014 — «Саботаж» — Джулиус «Шугар» Эдмондс
- 2014 — «Этим утром в Нью-Йорке» — Аарон Элтман
- 2014 — «Принцесса Монако» — князь Ренье
- 2014 — «Безумная свадьба» — Рашид Бен Ассем
- 2014 — «Пластик» — Марсель
- 2014 — «Трансформеры: Эпоха истребления» — Дрифт
- 2014 — «Миллион способов потерять голову» — Альберт
- 2014 — «Домашнее видео: Только для взрослых» — Бобби
- 2014 — «Превосходство» — Боб
- 2014 — «Виноваты звёзды» — Патрик
- 2014 — «Типа копы» — Мосси Касик
- 2014 — «Судная ночь 2» — Незнакомец
- 2014 — «Великий уравнитель» — Тедди
- 2014 — «Открытые окна» — Корд
- 2014 — «Исчезнувшая» — Таннер Болт
- 2014 — «Дракула» — Димитру
- 2014 — «Прогулка среди могил» — Рэй
- 2014 — «Спасение» — Йон
- 2014 — «Голодные игры: Сойка-пересмешница. Часть 1» — Антоний
- 2014 — «Джон Уик» — Вигго Тарасов
- 2014 — «Ограбление по-американски» — Рэй
- 2014 — «Заложница 3» — Олег Маланков
- 2014 — «Тупой и ещё тупее 2» — Трэвис
- 2014 — «Мисс Переполох» — Квентин Тарантино
- 2014 — «Книга жизни» — Хоакин Мондрагон
- 2014 — «Жертвуя пешкой» — Уильям Ломбарди
- 2015 — «Кибер» — противник Хэтэуэя
- 2015 — «Мордекай» — Эмил
- 2015 — «Шпион» — Серджио де Лука
- 2015 — «Мир юрского периода» — Барри
- 2015 — «Третий лишний 2» — Том
- 2015 — «Ганмен» — Барнс
- 2015 — «Терминатор: Генезис» — лейтенант Матиас
- 2015 — «Вдали от обезумевшей толпы» — Уильям Болдвуд
- 2015 — «Пиксели» — Эдди Планта
- 2015 — «Вне/себя» — Марк Битвелл
- 2015 — «Страшные сказки» — Король Одинокого Утеса
- 2015 — «Антураж» — Ари Голд
- 2015 — «Ультраамериканцы» — шериф Уолтс
- 2015 — «Бумажные города» — учитель английского
- 2015 — «Девушка без комплексов» — Леброн Джеймс
- 2015 — «Монстры на каникулах 2» — Майк
- 2015 — «Чёрная месса» — Джон Моррис
- 2015 — «Голодные игры: Сойка-пересмешница. Часть 2» — Антоний
- 2015 — «007: Спектр» — Билл Таннер
- 2015 — «Всё могу» — мистер Робинсон
- 2015 — «Крампус» — Ховард
- 2015 — «Здравствуй, папа, Новый год!» — Джерри
- 2015 — «Сёстры» — Джеймс
- 2016 — «Дэдпул» — вербовщик
- 2016 — «Да здравствует Цезарь!» — Сид Сигельштейн
- 2016 — «Боги Египта» — Гор
- 2016 — «Миссия в Майами» — Джеймс Пэйтон
- 2016 — «Варкрафт» — Андуин Лотар
- 2016 — «Шоколад» — Рафаэль Падилья ди Шоколад
- 2016 — «Финансовый монстр» — Уолт Кэмби
- 2016 — «Человек – швейцарский нож» — оператор
- 2016 — «Черепашки-ниндзя 2» — Шреддер
- 2016 — «Сила воли» — Ларри Снайдер
- 2016 — «Крутые меры» — 'Шон Брайар
- 2016 — «Судная ночь 3» — Данте Бишоп
- 2016 — «Тайная жизнь домашних животных» — кролик Снежок
- 2016 — «Великолепная семёрка» — Маккэнн
- 2016 — «Глубоководный горизонт» — Майк Уильямс
- 2016 — «Кубо. Легенда о самурае» — Акихиро
- 2016 — «Инферно» — Кристоф Бушар
- 2016 — «Шпионы по соседству» — Тим Джонс
- 2016 — «Девушка в поезде» — доктор Камаль Абдик
- 2016 — «Под покровом ночи» — Бобби Эндс
- 2016 — «Новогодний корпоратив» — Уолтер Дэвис
- 2016 — «По млечному пути» — Коста (главная роль)
- 2016 — «Почему он?» — Илон Маск
- 2017 — «Три икса: Мировое господство» — Дариус Стоун
- 2017 — «Великая стена» — Перо Товар
- 2017 — «Защитники» — Лер
- 2017 — «Зверопой» — мышонок Майк
- 2017 — «Сплит» — Дэвид Данн
- 2017 — «Собачья жизнь» — Бэйли / Бадди / Тино / Элли
- 2017 — «Затерянный город Z» — барон де Гондориз
- 2017 — «Прочь» — Джим Хадсон
- 2017 — «Мумия» — полковник Гринуэй
- 2017 — «Его собачье дело» — Лу
- 2017 — «Трансформеры: Последний рыцарь» — Дрифт
- 2017 — «Человек-паук: Возвращение домой» — Герман Шульц / Шокер
- 2017 — «Выстрел в пустоту» — Джейкоб Харлон
- 2017 — «Овердрайв» — Лоран Морьер
- 2017 — «Тёмная башня» — Роланд Дискейн
- 2017 — «Бегущий по лезвию 2049» — Саппер Мортон
- 2017 — «Сделано в Америке» — Пабло Эскобар
- 2017 — «Лига справедливости» — Слейд Уилсон / Детстроук, главный террорист-реакционер
- 2017 — «Виктория и Абдул» — Абдул Карим
- 2017 — «Большая игра» — Чарли Джеффри
- 2017 — «Форма воды» — полковник Ричард Стрикленд
- 2018 — «Секретное досье» — Фил Гейелин; Джеймс Гринфилд
- 2018 — «Мария Магдалина» — Апостол Пётр
- 2018 — «Винчестер. Дом, который построили призраки» — доктор Эрик Прайс
- 2018 — «Рэмпейдж» — агент Рассел
- 2018 — «Опасный бизнес» — Ричард Раск
- 2018 — «Остров собак» — Шеф
- 2018 — «Красный воробей» — Натаниэль Нэш
- 2018 — «Мир юрского периода 2» — Кен Уитли
- 2018 — «Небоскрёб» — Чжао Лонг Джи
- 2018 — «Агент Джонни Инглиш 3.0» — Джонни Инглиш[3]
- 2018 — «Лондонские поля» — Марк Эспри
- 2018 — «Тайна дома с часами» — Джонатан Барнавельт[3]
- 2018 — «Игрушки для взрослых» — Фил Филипс
- 2018 — «Братья Систерс» — Эли Систерс
- 2018 — «Человек-паук: Через вселенные» — Аарон Дэвис / Бродяга
- 2018 — «Путь домой» — Тео
- 2018 — «Зелёная книга» — Фрэнк Валлелонга
- 2018 — «Белый парень Рик» — Джонни Кёрри
- 2019 — «Ван Гог. На пороге вечности» — 'священник
- 2019 — «Лего Фильм 2» — Железная Борода
- 2019 — «Джон Уик 3» — Илдер
- 2019 — «Тайная жизнь домашних животных 2» — кролик Снежок[13]
- 2019 — «Собачья жизнь 2» — Бэйли / Молли / Великан / Макс
- 2019 — «Король Лев» — Шрам
- 2019 — «Форсаж: Хоббс и Шоу» — Брикстон
- 2019 — «UglyDolls. Куклы с характером» — Окс
- 2019 — «Достать ножи» — Бенуа Блан
- 2019 — «Война токов» — Джордж Вестингауз
- 2019 — «Кошки» — Макавити
- 2020 — «Плохие парни навсегда» — Дженкинс
- 2020 — «Игры с огнём» — Джейк Карсон
- 2020 — «Удивительное путешествие доктора Дулиттла» — белка Кевин
- 2020 — «Офицер и шпион» — полковник Жорж Пикар
- 2020 — «Человек-невидимка» — Джеймс Ланье
- 2020 — «Тролли. Мировой тур» — Король Квинси
- 2021 — «Поступь хаоса» — мэр Прентис
- 2021 — «Лига справедливости Зака Снайдера» — Дарксайд
- 2021 — «Бесконечность» — Эван Макколи
- 2021 — «Гнев человеческий» — Джексон Эйнсли
- 2021 — «Без резких движений» — Даг Джонс
- 2021 — «Отряд самоубийц: Миссия навылет» — Роберт Дюбуа / Бладспорт
- 2021 — «Не время умирать» — Билл Таннер
- 2021 — «Дюна» — Джамис
- 2021 — «Французский вестник» — Ройбак Райт
- 2021 — «Красное уведомление» — Джон Хартли
- 2021 — «Лига монстров» — Щупостар
- 2023 — «Мальчик и птица» — король попугаев (дубляж студии CPI Films)[14]

## Озвучивание игр
- 2022 — Call of Duty: Modern Warfare II — капитан Прайс
- 2021 — Mobile Legends: Bang Bang —  Натан
- 2021 — Outriders — Салем Кореш
- 2020 — Assassin’s Creed Вальгалла — Ивар Рагнарссон
- 2020 — Cyberpunk 2077 — Митч Андерсон
- 2020 — World of Warcraft: Shadowlands — маркграф Крексус
- 2020 — Ghost of Tsushima — господин Симура
- 2020 — Valorant — Омен
- 2019 — Call of Duty: Modern Warfare — капитан Прайс
- 2019 — Darksiders Genesis[англ.] — Раздор
- 2019 — Days Gone — Марк «Коуп» Коупленд
- 2019 — Anno 1800 — адмирал Виченте Сильва
- 2019 — Metro Exodus — Алёша
- 2019 — Lost Ark — Лорд Хайлок Морхен, Эрхарди[15]
- 2018 — Darksiders III — Джонс, Всадник Раздор
- 2018 — FIFA 19 — Майкл Тейлор
- 2018 — Call of Duty: Black Ops IIII — Профет
- 2018 — Assassin's Creed Odyssey — Демосфен, Куруш, Брасид, Саргон
- 2018 — Spider-Man — Эдриан Тумс / Стервятник
- 2018 — Jurassic World Evolution — доктор Иэн Малкольм
- 2018 — Final Fantasy XV — Кор Леонис (Windows Edition)
- 2017 — Need for Speed: Payback — Коллекционер
- 2017 — Assassin's Creed Origins — Джахра, Ипуи, Кларид, отец Рахотепа, Рамзес
- 2017 — The Evil Within 2 — Себастьян Кастелланос
- 2017 — Uncharted: The Lost Legacy — Сэм Дрейк
- 2017 — Darkestville Castle — Фрэнквил, Брюс, Тито, Стервятник
- 2017 — StarCraft: Remastered — Корсар
- 2017 — Tom Clancy’s Ghost Recon Wildlands — Мечтатель
- 2017 — Syberia III — доктор Мангелинг
- 2017 — Horizon Zero Dawn — Утид
- 2016 — World of Warcraft: Legion — Горгоннаш, Сигурд Убийца Великанов, Руновидец Фальяр, Двален Железная Руна, Андуин Лотар, Агграмар
- 2016 — Deus Ex: Mankind Divided — Тарс
- 2016 — Homefront: The Revolution — Франклин
- 2016 — Watch Dogs 2 — Душан Немеч
- 2016 — Overwatch — Хандзо[16]
- 2016 — StarCraft II: Nova Covert Ops — офицер «Защитников» 1
- 2016 — Ratchet & Clank — Виктор фон Ион
- 2016 — Uncharted 4: A Thief's End — Сэм Дрейк
- 2015 — StarCraft II: Legacy of the Void — Ма-Лаш, Корсар
- 2015 — Rainbow Six: Siege — оперативник «Глаз»
- 2015 — Ведьмак 3: Дикая Охота — Преподобный, Генри вар Аттре
- 2015 — Until Dawn — охотник за вендиго
- 2014 — World of Warcraft: Warlords of Draenor — Предсказатель Дрек’Тар, Кромог
- 2014 — Alien: Isolation — Аксель
- 2014 — Diablo III: Reaper of Souls — сумасшедший шахтер
- 2014 — Infamous: Second Son — Реджинальд Роу
- 2013 — God of War: Ascension — Оркос (некоторые реплики)
- 2013 — Beyond: Two Souls — Райан Клейтон
- 2012 — Spec Ops: The Line — агент Гулд
- 2012 — World of Warcraft: Mists of Pandaria — Пандарен мужчина (персонаж игрока), Императорский визирь Зор’лок
- 2012 — Assassin’s Creed III — Мейсон Уимс
- 2012 — Diablo III — уставший посетитель, Мерхан, сержант Дален, лейтенант Лавайль
- 2012 — Hitman: Absolution — Уэйд
- 2012 — League of Legends — Ка’Зикс
- 2012 — Serious Sam 3: BFE — комментатор побоищ
- 2011 — The Elder Scrolls V: Skyrim — Одавинг, Эсберн
- 2011 — Call of Juarez: The Cartel — Эдди Гуэрра, агент Управления по борьбе с наркотиками
- 2011 — God of War: Ghost of Sparta — Деймос
- 2011 — Гарри Поттер и Дары Смерти: Часть 2 — второстепенные персонажи, Пожиратели смерти, егеря, охранники Гринготтса
- 2011 — InFamous 2 — Ларош
- 2010 — Гарри Поттер и Дары Смерти: Часть 1 — волшебники, работники Министерства
- 2010 — Call of Duty: Black Ops — Джейсон Хадсон
- 2010 — Heavy Rain — Итан Марс
- 2009 — Command & Conquer: Red Alert 3 — Uprising — командир Кендзи Тендзаи
- 2009 — Command & Conquer: Red Alert 3 — командир Кендзи Тендзаи
- 2007 — World of Warcraft: The Burning Crusade — Экзарх Маладаар